# 26e régiment d'infanterie territoriale
 (mai 2015).
Le 26e régiment d'infanterie territorial (26e RIT) est un régiment d'infanterie de l'armée de terre française crée le 3 août 1914 et 10 août 1918 participant ainsi a la première guerre mondiale.

## Création et différentes dénominations
Le régiment reçoit son numéro par décret du 19 mars 1875, en prévision de la mobilisation.

## Chefs de corps
- 3 août 1914 : lieutenant-colonel le Saux
- 4 septembre 1914 : capitaine Letellier
- 10 septembre 1914 : capitaine Thepenier
- 17 septembre 1914 : commandant Brunet
- 18 septembre 1914 : commandant Tiffon
- 20 octobre 1914 : lieutenant-colonel Lemerle
- 22 septembre 1915 : chef de bataillon Laulhier
- 2 février 1916 : colonel Estèbe
- 1er novembre 1916 : colonel Laulhier

## Historique régiment

### Première Guerre mondiale

#### Composition et affectation
Au début du conflit, le 26e RIT était composé principalement de Parisiens de Normands et de Mayennais.
- 84e division d'infanterie d'août 1914 à juillet 1915
- 70e division d'infanterie d'août à novembre 1918

#### 1914
- À partir du 3 août 1914 début de la mobilisation, des trains complets, arrivant de Paris, déverser dans la gare de Mayenne les hommes mobilisés. Ils sont cantonnés dans un quartier de la ville, la caserne Mayran étant saturée par la présence des soldats du 130e, et de son régiment de réserve, le 330e.
- 5 - 12 août : le lieutenant-colonel le Saux et son adjoint, le capitaine Provot secondés par les chefs de bataillons, le commandant de Neuville (1er bataillon), le commandant O'Reilly (2e bataillon) et le commandant Charles (3e bataillon) reprennent leur troupe en main par des exercices et des marches. En quelques jours, les hommes sont habillés, équipés, armés ; les chevaux et voitures rassemblés et prêts au départ.
- 12 - 18 août : les trois bataillons formant un effectif de 38 officiers, 3 médecins auxiliaires et 3 185 hommes de troupe sont transportés par chemin de fer dans le camp retranché de Paris et cantonnent à Massy-Palaiseau, Orly et Villeneuve-le-Roi. Le 16 août le régiment est intégré à la 84e division d'infanterie territoriale du général général de Féron nouvellement constituée.
- 18 - 22 août : transport par VF de Ivry-le-Chevaleret jusqu'à la région de Douai, cantonnements à Férin, Courchelettes et Gœulzin. Mouvements par étapes successives par Bouchain, Solesmes, Le Quesnoy, Bavay, Wargnies-le-Grand, Valenciennes, Condé-sur-l'Escaut.
- 23 - 24 août : Le 23 août, les deux premiers bataillons sont mis à la disposition de la 168e brigade et sont engagés dans la bataille de l'Escaut. Le 1er bataillon occupe les villages de Vieux-Condé et de Condé-sur-l'Escaut, il repousse les incursions allemandes. À partir du 24 août, combats violents et retraite du bataillon par échelon. Les blessés sont abandonnés avec le personnel médical et sont faits prisonniers. Le 2e bataillon stationné à Fresnes fait face à une forte force d'infanterie allemande qu'il tente de contenir à Crespin avant de se replier par échelon par Vicq en subissant de fortes pertes.
- 25 août : Dans la nuit, les éléments ralliés des deux premiers bataillons et le train régimentaire sont dirigés de Valenciennes sur Haspres, par Maing et Monchaux. Le colonel d'Harcourt, commandant la 168e brigade, aidé du lieutenant-colonel le Saux, organise la résistance dans le village d'Haspres et utilise les routes vers Douchy et Monchaux comme ligne de résistance. Après plusieurs heures, la position est débordée et les deux bataillons se replient vers Haspres et Saulzoir. Le train régimentaire parvient avec difficulté à se replier sur Solesmes avec une partie du régiment et parvient à être embarqué vers Amiens puis Mayenne. Une autre fraction du régiment est dirigée initialement vers Cambrai mais est dérouté sur Beauvais puis Dieppe. Au cours de ce repli, le colonel d'Harcourt et le lieutenant-colonel le Saux sont capturés par des uhlans.

Le 3e bataillon du 26e RIT est positionné près de Thun-l'Évêque pour couvrir Cambrai le long du canal de l'Escaut jusqu'à Ramillies. Après une résistance opiniâtre, le bataillon est contraint de se replier avec de lourdes pertes devant une tentative d'enveloppement des troupes allemandes. Les survivants sont dirigés vers Arras, puis Abbeville et Amiens.
- 26 août - 10 septembre : repli des différentes fractions du régiment. Le 3 septembre, ralliement des fractions à Neufbosc. le 4 septembre, le capitaine Letellier, le plus ancien en grade prend le commandement du régiment formé de 4 compagnies de 250 hommes et d'un groupe de 428 hommes qui cantonne à Le Faux près de Rouen. Le 10 septembre, le régiment a un nouveau chef de corps le capitaine Thepenier.
- 11 - 15 septembre : mouvement par étapes successives Grainville, Bel-Air, Longchamps et le 14 à Milly-sur-Thérain ou le régiment cantonne durant deux jours.
- 16 - 20 septembre : mouvement par étapes successives par Bonneuil-les-Eaux, Boves et Hamelet. Le 18 septembre, le commandant Brunet prend le commandement du régiment et le conduit à Cagny. Le 19 septembre, nouveau changement à la tête du régiment qui passe sous la direction du commandant Tiffon. Le 20 septembre marche de reconnaissance vers Gentelles et le Bois-l'Abbé.
- 21 - 23 septembre : mouvement vers Querrieu et Fréchencourt, repos et reprise en main du régiment.
- 24 - 25 septembre : mouvement par Toutencourt et Grévillers.
- 26 septembre : engagé dans des combats autour de Transloy, le 2e bataillon se positionne au sud du village pour barrer la route de Sailly-Saillisel, le 1er bataillon contourne Le Transloy et tente d'aborder le village de Sailly-Saillisel où les troupes allemandes se sont retranchées. Malgré plusieurs assauts, le village n'est pas pris, pire au cours de l'après-midi la gauche du régiment est menacée par de l'infanterie allemande débouchant de Rocquigny. Le régiment est alors contraint au repli sur Le Transloy et Beaulencourt.
- 27 septembre : mouvement vers Serre, renfort de 1 300 hommes et de quelques officiers, le régiment est reformé à deux bataillons complets.
- 28 septembre - 18 octobre : occupation d'un secteur dans la région d'Arras.

28 septembre : le 1er bataillon occupe Puisieux ; le 2e bataillon sur la position face à la ferme de Beauregard subit un violent tir d'artillerie. En soirée repli des deux bataillons sur Hébuterne.
29 septembre - 2 octobre : cantonnement à Hébuterne, le renfort de 500 hommes permet de reconstituer le régiment avec trois bataillons. Le régiment est employé à construire des tranchées.
3 - 4 octobre : le régiment est en position vers Ayette et lance des attaques en direction de Courcelles-le-Comte. Repli du régiment sur ordre sur Monchy-au-Bois et sur Adinfer. Il obtient à cette occasion une citation à l'ordre de la division.
4 - 5 octobre : occupation d'un secteur vers Adinfer et Monchy-au-Bois, à la cote 145, à l'ouest du bois d'Adinfer. Attaque allemande sur le village d'Adinfer défendu par le 1er bataillon.
6 octobre : le 1er bataillon s'établit à l'est de Monchy-au-Bois, face au bois d'Adinfer. le 3e est déployé à la gauche du 1er le long de la route Monchy-au-Bois – Ransart. Tirs d'artillerie allemands.
7 octobre : changement du dispositif, le 1er bataillon occupe Berles-au-Bois, le 2e couvre Monchy-au-Bois, le 3e est placé plus à l'Est.
8 - 9 octobre : bombardement allemand par des mortiers de campagne. Les lignes sont survolées par des avions allemands. Attaque allemande le 9 octobre à 15h débouchant du ravin de Ransart, nécessitant le redéploiement du 3e bataillon dans un chemin creux perpendiculaire à la route Monchy-au-Bois - Ransart. Le Commandant Tiffon, chef de corps, est tué lors de ce mouvement. Le 2e bataillon est engagé et subit de fortes pertes. Le régiment est regroupé à Pommier, après deux heures de repos, il retourne occuper une position de Berles-au-Bois à Bienvillers-au-Bois face à Monchy-au-Bois.
10 - 17 octobre : le régiment est renforcé par des éléments du 26e régiment de dragons et du 26e régiment d'infanterie et se maintient sur cette ligne de défense.
- 18 - 28 octobre : Le régiment est retiré de la première ligne et relève à La Cauchie un bataillon du 27e RIT dans des tranchées de soutien.

20 octobre : le lieutenant-colonel Lemerle prend le commandement du régiment.
22 octobre : marche de nuit sur Saulty.
23 octobre : le régiment, après une marche vers Halloy, fait mouvement vers Villers-Châtel, repos jusqu'au 28 octobre.
Ordre du jour du colonel du 24 octobre 1914.
Soldats du 26e, hier, vous espériez aller prendre, pendant un certain temps, un repos que vos peines et vos pertes précédentes vous faisaient désirer. Il n'en a rien été, et, au contraire, la Patrie vous a demandé une marche fatigante de 11 h 30 et un parcours de 33 km, dans la boue et, pour les quatre dernières heures, dans la nuit noire. Vous avez supporté ces peines courageusement et vous avez fait cette étape aussi bien que le meilleur corps de l'armée active aurait pu le faire, quoique vous n'ayez ni ustensiles de campement, ni outils et même ni sacs (pour un certain nombre). Vous avez le droit d'être fiers. Pour ma part, j'en suis très fier pour vous et je vous en remercie au nom du Pays.
- 28 octobre - 8 novembre : les deux sections de mitrailleuses aussitôt constituées sont détachées à un régiment actif en bordure du bois de Bouvigny, face à Ablain-Saint-Nazaire. Les trois bataillons sont à la disposition du Génie du 33e corps, pour la construction d'une ligne de tranchées, couvrant la défense Nord d'Arras, à Maisnil, sur les hauteurs dominant Carency.
- 9 novembre - 31 décembre : À Arras, le régiment est chargé d'édifier les secondes positions de tranchées, d'établir les réseaux et les abris et durant leur période de repos de renforcer la défense immédiate au Nord-Est de la ville. Il occupe une ligne face à Saint-Laurent-Blangy passant par Les Quatre-Vents, Chanteclair et Roclincourt. Durant cette période, le colonel Lemerle parvient à renforcer en hommes et en matériel son unité.

17 décembre : attaque de dégagement d'Arras en direction de Saint-Laurent-Blangy. L'attaque s'arrête à la lisière du village. Vive réaction allemande.

#### 1915
- 1er janvier - avril : plusieurs compagnies du régiment sont chargées des tranchées Sud de la Scarpe et ont quelques éléments en première ligne.
- avril - 8 juillet : le régiment quitte le cantonnement de Sainte-Catherine pour s'installer aux Sourds-Muets et à la citadelle d'Arras et exécute des travaux défensifs au sud-ouest d'Arras.

20 mai : le 17e C. A. (général Dumas) relève le 10e C. A. et le 26e R. I. T. reste à la disposition du nouveau corps d'armée. Le général Wirbel, commandant le 10e C. A., adresse au colonel Lemerle la lettre suivante :
J'ai l'honneur de vous prier de vouloir bien adresser directement aux hommes du 26e R. I. T. qui a coopéré à l'effort de la 19e D. I. mes félicitations pour le calme et l'endurance dont ils ont fait preuve sous le violent bombardement auquel ils ont été soumis.
16 juin : attaque, le colonel Lemerle commande le secteur de soutien Pont-de-Ronville – Achicourt ; il y place le 1er bataillon, les deux autres bataillons sont à la disposition des divisions d'attaque. À la suite de l'échec de cette attaque, le 1er bataillon tient un secteur de première ligne faubourg Saint-Sauveur, faubourg de Ronville, Achicourt.
8 juillet : dissolution de notre D.I. Territoriale, par l'Ordre suivant de la 167e brigade :
Par Ordre du général commandant en chef, la 84e D. I. cesse d'exister. En quittant le commandement de la 167e brigade, le colonel adresse à tous, officiers, sous-officiers, caporaux et soldats, l'expression affectueuse de ses regrets et de son inaltérable souvenir. Depuis onze mois, les 25e et 26e régiments territoriaux, constamment à la tâche, ont rendu à la Patrie et à l'armée d'éminents services. Pendant une période des plus dures, ils ont lutté en rase campagne, souvent contre des forces dix fois supérieures en nombre et leur résistance a permis la concentration dans le Nord des troupes qui ont contribué à arrêter et à refouler l'envahisseur. Depuis le milieu d'octobre 1914, les 25e et 26e régiments territoriaux auxquels a été dévolue une tâche ingrate, mais nécessaire, donnent les preuves d'une énergie et d'une endurance que des pertes nombreuses et la moyenne d'âge des officiers et de la troupe, rendent dignes de la plus grande admiration.
Les éloges qui leur ont été décernés, soit individuellement, soit d'une manière collective, restent gravés sur le livre d'or de la bravoure et du sacrifice, sous la forme de citations qui font à tous. le plus grand honneur. En quittant, avec le plus grand regret, le commandement de ces braves régiments, je salue leur Drapeau, et je crie :
Gloire aux 25e et 26e régiments territoriaux d'infanterie !
(Signé:) Bertrand.
- 9 juillet - 9 octobre : le régiment est rattaché au 3e C. A., il est dirigé par étapes sur Maizières. Deux compagnies sont détachées à la 5e division, deux autres à la 6e division, les deux bataillons restant sont à la disposition du colonel commandant le génie du corps d'armée. La compagnie de mitrailleuses est rattachée à la 130e division et restera pendant deux mois en première ligne.

Durant deux mois, le régiment construit un réseau de plus de 34 km de boyaux, chemin de fer à voie étroite, parallèles, principalement de nuit.
22 septembre : le colonel Lemerle est évacué ayant eu le pied écrasé par la roue d'un caisson de munition lors d'une inspection de nuit. Le commandement du régiment est confié au chef de bataillon Laulhier.
25 septembre - 9 octobre : engagé dans la bataille d'Artois. Le rôle du régiment est d'assurer le ravitaillement en vivres et en munitions des unités en ligne, de prolonger dès l'avance la voie Decauville, passant dans Neuville-Saint-Vaast, ainsi que d'entretenir les pistes et les routes constamment coupées par le tir de l'artillerie. Le régiment reçoit une citation à l'ordre du corps d'armée et une citation à l'ordre de la 5e division.
- 9 - 25 octobre : retrait du front, mis au repos dans le secteur de Grand-Rullecourt.
- 26 octobre - 10 novembre : transport par VF de Frévent à Hargicourt, mouvement par étapes par Sourdon, Villers-Bretonneux, Lamotte-en-Santerre et Harbonnières. Le régiment effectue exercices et manœuvres.
- 11 novembre - 31 décembre : le régiment relève le 24e régiment et une compagnie du 28e régiment dans le secteur du saillant de Foucaucourt-en-Santerre, barrant la route de Saint-Quentin à Amiens. Amélioration des tranchées, des abris.

#### 1916
- 1er janvier - 16 février : poursuite des travaux d'entretien des tranchées, patrouilles régulières pour tester les défenses allemandes.

2 février : le colonel Estèbe prend le commandement du régiment.
- 17 février - 2 mars : le régiment est relevé par le 134e RIT, il est rassemblé à Villers-Bretonneux, mouvement le 18 février vers Wailly et Tilloy-lès-Conty puis entrainement avec le 3e CA au camp de Crèvecœur. Mouvement par étapes par Rumaisnil, Taisnil (Somme), Le Mesnil-Conteville et Beaudéduit ; Maisoncelle-Saint-Pierre, Fontaine-Saint-Lucien et Oroër, Allonne, Villers-sur-Thère, Bongenoult et Wagicourt pour atteindre Liancourt le 2 mars.
- 3 - 31 mars : le régiment est employé à l'exploitation des forêts de Compiègne, d'Halatte et de Villers-Cotterêts.

6 mars : une compagnie de mitrailleuses du 248e RIT est intégrée pour constituer la seconde compagnie de mitrailleuse du régiment.
- 31 mars - 6 avril : transport par VF de Liancourt vers Givry-en-Argonne.

.

##### Verdun(6 avril–18 juin 1916).
Le régiment cantonne deux jours à Givry-en-Argonne (Marne), puis à Pretz-en-Argonne, Vaubecourt (Meuse), et Épense (Marne) jusqu'au 5 avril. Alors il est mis à la disposition du général Nudant, et transporté en autos vers la région du fort de Regret. Le régiment franchit les murs de Verdun le 6 avril à 15 h. L'E.-M. du régiment et la C. H. R. sont à la caserne d'Anthouard, le 1er bataillon à la caserne Saint-Nicolas sauf la 2e compagnie détachée au Q. G. à Dugny ; le 2e bataillon couche à la caserne d'Anthouard, et le 3e bataillon au faubourg Pavé, ainsi que les deux C. M.
Le 7, ler régiment relève le 25e R. I. T. pour les travaux de la position intermédiaire, ainsi que des compagnies actives dans les forts. La 1re compagnie au fort de Souville, la 4e compagnie au fort de Tavannes ; la 3e compagnie fournit la garde de la ligne intermédiaire, de même qu'une compagnie par roulement du 3e bataillon. Le 2e bataillon est mis en entier à Belrupt-Village. Les compagnies de mitrailleuses détachent du faubourg Pavé des sections à Souville et à Tavannes. La 9e compagnie fournit des détachements de travailleurs à l'artillerie lourde et à l'artillerie de campagne, pour la construction des abris, l'entretien des pistes, le déchargement des projectiles. La mission des garnisons des forts est de réparer les destructions journalières faites sur les casemates par le bombardement, de renforcer les défenses accessoires, de fournir les corvées nécessaires à la grande activité intérieure, au ravitaillement en matériel et en munitions, de conduire les prisonniers jusqu'à l'E.-M., d'enterrer les malheureux qui, rapportés des lignes, succombent à leurs blessures au P. S., d'aider, dans les moments de presse, les G. B. C. à l'évacuation des blessés jusqu'au relai automobile le plus voisin. Ces multiples occupations se font sous un bombardement permanent, qui creuse dans ses rangs de nombreux vides. Le commandant du fort de Souville est blessé grièvement le 10. Le capitaine Rouard prend le commandement par intérim puis est remplacé par le commandant de Longchamps, le 21. — Le 25, les garnisons des forts sont relevées par le 6e R. I. T. et vont cantonner au faubourg Pavé. Les éléments disponibles du régiment sont formés à cette date en deux groupes de 5 compagnies : le groupe Laulhier, comprenant 3 compagnies de son bataillon plus 2 compagnies du 2e bataillon, et le groupe de Longchamps, formé du 1er bataillon et d'une compagnie du 5e R. I. T. Les deux groupes ont à construire tout un réseau de boyaux, partant de la route d'Étain ou de la route de Souville et conduisant aux forts, puis très au-delà jusqu'aux positions de Fleury, de la Caillette et de Vaux, à travers les paysages désolés des bois de La Laufée, du Chenois et du Chapitre. Chaque soir, avant le coucher du soleil, les braves soldats quittent le faubourg Pavé, en longues colonnes par un et marchent sous les barrages les plus violents jusqu'aux chantiers désignés pour le travail de la nuit.
Les moniteurs du génie les trouvent sur leur chemin et, la tâche achevée, avant la pointe du jour, ils reprennent la route du retour.
Trois quarts de l'effectif marchent chaque jour par roulement. Bien des camarades, les heureux du jour, ceux formant le 1/4 au repos, reçoivent la garde du portefeuille et des souvenirs de ceux qui partent car le danger est grand et, au cas où l'on ne reviendrait pas de là-haut, c'est un réconfort de sentir que les chers absents recevraient l'ultime souvenir.
Le mois de mai s'écoule lentement, la lutte reste aussi violente, on travaille ardemment pour une attaque projetée : la reprise de Douaumont.
Le 12, le groupe de Longchamps est chargé d'ouvrir une parallèle de doublement sur les pentes du fort, le travail doit être exécuté en deux nuits, l'ordre est de rester dans l'ouvrage fait la première nuit, pour l'achever la suivante. Dès la pointe du jour, les observateurs du fort et les avions ayant repéré la position, l'artillerie ouvre un feu d'enfer et enterre littéralement nos braves travailleurs. Certains peuvent être sauvés grâce au courage de leurs camarades ; mais combien de ceux-ci paient de leur vie leur dévouement ! Un tiers du détachement est anéanti.
Le commandant de Longchamps, appelé de nouveau au commandement du fort de Souville, passe ses consignes au capitaine Rouard. Le 20, reprise du travail sur les pentes de Douaumont ; deux parallèles à 50 mètres l'une de l'autre sont entreprises par un effectif comprenant à la fois, les groupes du 26e R. I. T. et ceux d'autres régiments. Cette fois, profitant de l'expérience du 12, on se replie dès la pointe du jour dans des positions plus en arrière, où le tir dirigé sur notre travail ne peut nous atteindre. Le soir venu, bien que le travail de la nuit précédente soit complètement bouleversé, l'on se remet à l'ouvrage qui, le matin du 22 mai à 2 heures, est complètement achevé. Peu après, les braves de la 5e D. I. y prennent place pour s'élancer sur le fort. L'ennemi réagit d'une façon terrible, le succès ne peut être complètement acquis, la ligne même est en danger.
Le 24, à midi, nous sommes alertés et allons en plein jour occuper la position intermédiaire de l'ouest de Fleury à l'ouvrage d'Eix. Le 1er bataillon, au secteur de Souville, le 3e bataillon au secteur de Tavannes, le 2e bataillon en réserve à la Carrière, le P. C. du colonel au Cabaret Ferme.
Les artilleurs font un tel barrage que l'ennemi ne peut atteindre la ligne française ; des troupes de renfort rétablissent la position et le 26, dans l'après-midi, les soldats du 26e redescendent au faubourg Pavé ; puis le 28, ils vont cantonner dans les péniches du canal, à proximité d'Haudainville : c'est le calme après la tempête, bien qu'on la sente encore toute proche, et ce séjour semblant agréable si une pluie diluvienne n’obligeait pas, la plupart du temps, à vivre dans les bateaux. Le 31, du reste, le régiment est remis en position d'alerte et le 1er juin, le 3e bataillon monte, fatigué, mais néanmoins sans un traînard, occuper la position de la batterie de l'Hôpital. Deux jours après, le 1er bataillon le relève et c'est ensuite le tour du 2e bataillon. Jusqu'au milieu du mois, le roulement s'opère ainsi. Le 26e séjourne à Landrecourt (Meuse) du 15 au 18, puis va au repos, enlevés du circuit de Nixéville par les fameux camions de la Voie Sacrée.
L'ordre du jour suivant du général Mangin récompense la conduite du régiment :
Le général cite à l'ordre de la 5e D. I. : 
Les 1re, 2e, 4e, 5e, 6e, 10e, 12e compagnies du 26e R. I. T. Chargées d'exécuter du 6 mai au 22 mai 1916 l'aménagement d'un terrain d'attaque, ont fourni pendant quinze nuits consécutives un effort physique et moral considérable, qui leur a permis de terminer à la date fixée les travaux prévus, malgré les difficultés rencontrées et les pertes quotidiennes que leur faisait subir le bombardement.
(Signé :) général Mangin.
Le 18, le régiment occupe les cantonnements suivants : 
E.-M., C. H. R., 2e et 3e bataillons : Villers-le-Sec.
Le 1er bataillon et les deux C. M. : Hévilliers dans la région de Ligny-en-Barrois (Meuse).
Le 22, mouvement de l'E.-M., la C. H. R., le 1er bataillon et les deux compagnies de mitrailleuses sur Ribeaucourt, les deux autres bataillons sur Biencourt (Meuse).
Ce repos dure jusqu'au 26 juin, date à laquelle le régiment est transportés en autos à proximité de Lahaymeix, Woimbey, Bannoncourt, et Dompcevrin (Meuse), où, en attendant le mouvement de relève, il exécute des travaux de seconde position et assure la garde des ponts de la Meuse.

##### Secteur de Troyon (28 juin–16 novembre 1916).
Le 28 juin, le 26e R. I. T. est mis à la disposition de la 132e D. I. Les compagnies de mitrailleuses relèvent dans le secteur de Lacroix-sur-Meuse les compagnies de mitrailleuses des 303e et 364e R. I.
Une partie des sections sont en ligne, et les autres en deuxième position, pour exécuter des tirs indirects et des tirs de nuit.
Le 8 juillet, les 1re et 3e compagnies montent en secteur à Rouvrois ; les 2e et 4e à Maizey ; la 8e à la cote 231 ; les autres compagnies restent à leurs travaux.
Le 20 juillet, le 2e bataillon monte en secteur à gauche du 1er, dans le sous-secteur de la 11e brigade ; le 3e bataillon dans le sous-secteur de la 3e brigade du bois des Chevaliers au bois de Fays.
Dans les trois bataillons, la relève se fait à l'intérieur du bataillon.
Le commandant Laulhier, nommé lieutenant-colonel, reste en réserve de commandement, à Lacroix-sur-Meuse, et remplace successivement différents officiers supérieurs.
Le 27 juillet, le chef de bataillon Gomart, commandant le 2e bataillon, passe sur sa demande au 5e R. I. Il est remplacé un mois après par le commandant Guilbaud, venant de l'E.-M. de la 17e région (25 août).
Le 22 septembre, le 2e bataillon quitte ses emplacements et relève le 24e R. I. au quartier Thylda et le 2e bataillon du 28e R. I. dans la partie nord du quartier Violette. Une compagnie du 1er bataillon relève le même jour la compagnie sud du quartier Violette.
Le 29 octobre, le lieutenant-colonel Estèbe prend le commandement de la zone 294 occupée par son régiment, et précédemment placée sous les ordres du lieutenant-colonel Laulhier, qui va prendre le commandement du 22e R. I. T.
Ce secteur est relativement calme : les quatre mois et demi d'occupation se passent dans des conditions favorables, les pertes sont légères et les travaux peu fatigants.
Avec beaucoup de vigilance, les hommes surveillent l'ennemi ; des postes de guetteurs notent chaque jour les travaux de la ligne adverse, sur lesquels des tirs de destruction sont exécutés de temps en temps. les patrouilles sont actives, mais aucun incident grave n'est à retenir ; seules se produisent quelques alertes assez vives que les soldats du 26e repoussent avec succès, en particulier dans le quartier Thylda et au saillant de la Blanchisserie.
Les cantonnements de repos sont améliorés, des abris de bombardement édifiés, les lignes de soutien complétées, les centres de résistance renforcés.
Dans les nuits du 13 novembre au 14 novembre, tout le régiment est relevé par des éléments du 5e, 24e, 28e, 119e R. I.
Le 16 novembre, il est enlevé à Recourt par des autos et transporté dans le secteur des Étangs (est de Commercy) où il remplace une brigade territoriale (259e et 268e R. I. T.).

##### Secteur des étangs (Woëvre) (17 novembre–16 mars 1917).
Le poste du colonel est établi à Broussey ; le 1er bataillon a deux compagnies au repos à Vignot et détache une compagnie à Lérouville et une compagnie à Saint-Agnan ; le 2e bataillon a ses compagnies réparties dans le quartier Besombois : une à la Sapinière, une au Boqueteau, une au bois en Hache, une à la ferme Brichaussart.
Le 3e bataillon a deux compagnies au quartier du Bois-Sans-Nom et deux compagnies en réserve de secteur au village de Broussey.
Un système de relève entre les bataillons permet le roulement tous les sept jours.
Ce secteur très étendu a ceci de particulier qu'il est uniquement un secteur défensif. Il est constitué par une ligne de petits postes en bordure des bois, avec des grand'gardes à l'intérieur et des antennes très éloignées formant des postes avancés de surveillance, dissimulés sur les routes conduisant à Apremont. Ces postes sont les points les plus exposés, car ils attirent particulièrement les coups de l'artillerie ennemie et sont, la nuit, les objectifs de ses patrouilles. Grâce à l'activité des surveillances, les surprises sont rares ; cependant, au début, connaissant à peine le secteur, une des patrouilles donne dans une embuscade, les hommes se défendent énergiquement, l'un d'eux tombe, sous les balles ; le caporal et trois hommes blessés sont faits prisonniers.
Une des sentinelles du poste avancé de Pata est également enlevée quelques jours plus tard. Ce sont les seules fois que l'ennemi put surprendre pendant les quatre mois du séjour. Les réseaux vérifiés avec soin sont renforcés, tous les postes isolés entourés d'un puissant réseau, pour en constituer des îlots de résistance efficace.
Les compagnies de mitrailleuses occupent les différents emplacements en permanence ; elles sont renforcées par la compagnie de mitrailleuses de position no 57.
Le 26 novembre, le commandant Angenard prend le commandement du 3e bataillon, venant du 268e R. I. T.
En décembre, un détachement du 9e chasseurs est mis à la disposition des commandants des quartiers Besombois et Bois-Sans-Nom, avec mission de faire des patrouilles offensives vers Apremont et Loupmont. Ces patrouilles menées avec méthode et entrain ne donnent pas de résultat, si ce n'est celui de tenir plus en respect la hardiesse du parti adverse.
En janvier 1917, de grands changements bouleversent le régiment. Par ordre de la IIe armée, 746 hommes du 26e R. I. T. passent à des formations du service de Santé et du service de l'Intendance, et le 2e bataillon est dissous. Un officier et 37 hommes sont affectés au 32e R. I. T. Le reste de l'effectif du bataillon est réparti entre le 1er et le 3e bataillon. Le secteur continue à être tenu, malgré cette diminution d'effectifs, dans les mêmes conditions que par le passé. Les 12 et 13 février, le 104e R. I. T. relève le 26e. Il part cantonner à Vertuzey, Aulnois et Ville-Issey.
À partir du 16, le régiment constitue une réserve du secteur et est employé, sous la direction technique du génie, à établir une forte position sur les côtes de Meuse : Gironville, Frémeréville, Girauvoisin, Saint-Julien.
Au milieu de mars, nouvelle transformation du régiment : les bataillons sont constitués sur le type actif, à trois compagnies, plus une compagnie de mitrailleuses, ce qui entraîne la dissolution des 4e et 12e compagnies. Les mutations ont lieu à la hâte et le 17 mars le régiment est rassemblé dans des cantonnements à proximité de Void (Meuse) où il embarque le 20 à destination d'Épernay.
Le premier gîte d'étape est Cumières, que nous quittons le 22 pour gagner les emplacements suivants : 
E.-M. et C. H. R. Méry-Prémecy ; 
Le 1er bataillon réparti entre Rosnay, Méry-Prémecy, et Bouleuse ; 
Le 3e bataillon entre Chambrecy, Pouilly et Saint-Imoges.
Tout le régiment est employé aux travaux (le réfection des routes, dans la zone de la Ve armée, jusqu'au 12 avril 1917.
De certains cantonnements, le régiment domine Reims et assiste à la continuation de sa destruction.

#### 1917

##### 16 avril 1917.
Le 13 avril, nous sommes transportés à Magneux (Marne) où nous nous installons au bivouac ; nous sommes à la disposition du génie de la Xe armée, et le l5, dans l'après-midi, nous allons prendre une position d'attente à la cote 182 ; à 23 heures, le mouvement se continue sur des routes encombrées de ravitaillements et défoncées par la pluie. Nous arrivons à Maizy, et Cuissy ferme, après avoir franchi l'Aisne sans le moindre accident.
L'aspect de la bataille, dans ce matin chargé de gros nuages, est vraiment très particulier ; la cavalerie est défilée dans des ravins et l'artillerie quitte déjà ses positions pour se porter plus en avant. Nous avons l'impression de la guerre de mouvement qui reprend. Certaines de nos compagnies sont chargées d'aménager les routes à la hâte, pour permettre aux convois d'avancer, d'autres de combler les tranchées allemandes ; enfin une d'elles doit mettre le village d'Ailles en état de défense. En attendant l'ordre d'exécution, les compagnies les plus avancées se groupent dans les parallèles de départ et dans les lignes boches enlevées le matin et la journée s'écoule sans trop d'accidents.
L'ordre nous parvient, dans l'après-midi, de redescendre plus en arrière pour la nuit, et, au petit jour, nous sommes dirigés sur Courlandon, Maizy, Courville et Crugny. L'heure espérée n'a pas encore sonné ! 
Le 18, le 1er bataillon rattaché à la 5e D. I. cantonne à Nesles (Aisne) et dans les fermes avoisinantes, il travaille à l'amélioration du service Routier. Le 3e bataillon rattaché à la 6e D. I. cantonne à Favières et La Motte, il est employé au même service. Cette situation dure jusqu'au 12 mai.

##### Repos a Coulommiers (15 mai 1917 – 29 mai 1917).
Par étapes, dans un pays fort pittoresque, nous arrivons à Coulommiers, où, pour la première fois, depuis le début de la guerre, nous jouissons pendant deux semaines d'un repos complet, dans une ville de paix. Ce repos est coupé par quelques revues et exercices et par une prise d'armes pour la remise de croix de guerre.
Le 25, le lieutenant-colonel Estèbe, remis à la disposition du Ministre, fait ses adieux au corps d'officiers et le présente au nouveau colonel du 26e, le lieutenant-colonel Gomart, nouvellement promu.
Le 29, départ en autos ; nous cantonnons à Saint-Rémy-Blanzy (Aisne), Billy-sur-Ourcq, Septmonts, jusqu'au 2 juin 1917.

##### Chemin des Dames (3 juin 1917 – 31 août 1917).
Dans la nuit du 2 au 3 juin, nous relevons le 112e R. I. T. de la façon suivante : 
E.-M. et C. H. R. à Vasseny ; 
1er bataillon à Vailly pour la construction de lignes téléphoniques enterrées entre Chavonne et Ostel ; 
3e bataillon à Cys-la-Commune et Presles. Les 9e et 10e compagnies vont occuper la Creute de Rochefort et le ravin d'Ostel, le 2 juin sous un violent bombardement ; dans la nuit du 3 au 4, elles reçoivent l'ordre de se transporter à la Creute Rouge-Maison, au nord de Vailly. Le 6, la 10e s'installe à la Creute des Tonkinois ; un éboulement produit par le bombardement l'oblige le 8 à évacuer cette creute pour revenir à celle de Rouge-Maison.
La 6e D. I. occupe le 3e bataillon à l'aménagement de boyaux d'accès et d'abris dans ses tranchées ainsi qu'au ravitaillement en matériel et en munitions de ses unités eu ligne. Le secteur est agité ; les attaques et les contre-attaques se succèdent sans interruption ; on ne peut aller au travail que la nuit et il faut chaque fois changer d'itinéraire sous des bombardements ininterrompus. Dans la journée et la nuit du 25, le bombardement, très nourri, par obus toxiques, ne cesse pas… Mais nos hommes ont vu Verdun ; ils font leur devoir avec leur tranquille courage et leur habituelle conscience.
Le 16 juin, conservant nos positions, nous passons aux ordres du 33e C. A., puis le 27 nous rejoignons le 3e C. A. : E.-M. et C. H. R. à Bazoches, le 1er bataillon à Dhuizel, et le 3e bataillon à Perles.
Le commandant du génie de la 129e D. I. écrit le 30 juin la lettre suivante au colonel :
Au moment où les 9e et 10e compagnies du 26e R. I. T. quittent la 129e D. I. où elles ont travaillé la main dans la main avec le Génie, le commandant du génie de la D. I. tient à remercier tous les braves gens, officiers, gradés et soldats, du bon esprit dont ils ont fait preuve, et des bons résultats obtenus dans des circonstances difficiles. Le boche a voulu notre peau ; il a trouvé à qui parler. Mort aux boches !
À partir du 1er juillet, Perles est le séjour de l'E.-M. du régiment et le cantonnement des compagnies au repos. Un système de roulement entre nos compagnies et celles des 73e et 74e R. I. T. nous fait affecter à des travaux très variés ; les cantonnements changent au bout de périodes variant entre 8  et   21 jours.
Le secteur reste toujours très agité et nos pertes assez sensibles.
Nos principaux centres de travaux sont dans cette période Pont-Arcy, Beaulne-et-Chivy, Bourg- et-Comin, Vendresse-et-Troyon, Pargnan, Cuissy-Geny et Paissy. Ainsi que de coutume, pendant ces trois mois, nos compagnies de mitrailleuses ont à occuper des positions très avancées et la C. M. 1 a le bonheur d'abattre un avion boche qui, volant à faible hauteur, venait chaque jour mitrailler nos fantassins dans leurs tranchées.
À la fin d'août, nous nous embarquons à Fismes, pour débarquer : le 1er bataillon à Ribécourt (Oise), le 3e à Montdidier. Nous sommes mis au repos pour une quinzaine de jours dans la région de Noyon. Le général en chef vient nous voir au repos ; il réunit notamment les officiers du 3e bataillon avec ceux de la 6e D. I. (division qu'il commandait à la bataille de la Marne) ; il remercie son ancienne division de l'effort fourni au Chemin-des-Dames en ces termes : 
« Le pays a fait appel à la 6e division et la division a répondu à son appel. »

#### 1918

##### Face à Saint-Quentin (15 septembre 1917 – 10 janvier 1918).
Vers le milieu de septembre, nous venons rejoindre dans la région de Ham (Somme) les 5e et 6e D. I. ; elles nous occupent à des travaux semblables à ceux exécutés dans l'Aisne : lignes enterrées, création d'une voie de 0,60 m, terrassements et pose de fils de fer barbelés de la seconde position. Le secteur est très calme et nos pertes à peu près nulles. Malgré l'hiver rude, l'amélioration des cantonnements permet de maintenir un état sanitaire excellent.
Le 7 novembre, le commandant Beaucamps vient au 1er bataillon remplacer le commandant de Longchamps passé dans l'active sur sa demande.
La réussite de la belle poussée anglaise sur Cambrai nous met en alerte. Des divisions françaises se tiennent prêtes à marcher si le mouvement s'accentue et notre rôle est prévu dans ce cas. Malheureusement les Allemands rétablissent leurs positions et le calme revient sans que nous ayons à intervenir. Du 9 au 15 janvier 1918, nous sommes relevés par une armée anglaise ; après deux étapes, nous sommes embarqués, une partie du régiment à Roye, l'autre partie à Noyon, et nous sommes transportés dans la région d'Arcis-sur-Aube ; les compagnies y sont dispersées et employées au montage de baraques et à la création de routes, dans toute la région d'Arcis et le camp de Mailly.
Vers le milieu de mars, nos divisions étant remontées en secteur nous réclament : c'est la Champagne.

##### Secteur de Champagne (28 février – 30 juin 1918).
Le P. C. du colonel est au camp O. à l'est de Somme-Suippe ; celui du 1er bataillon à Suippes et celui du 3e bataillon à Somme-Suippe.
Le lieutenant-colonel Gomart, appelé à la direction d'un service forestier, quitte le régiment ; le 29 mars, le lieutenant-colonel Perrin, du 13e dragons, venant du 102e territorial, prend le commandement et nous adresse le salut suivant :
Officiers, sous-officiers, caporaux et soldats du 26e régiment d'infanterie territoriale, Je prends à dater de ce jour le commandement du régiment. Depuis 20 mois je vis au milieu des territoriaux. Je les ai vus à l'œuvre, j'ai apprécié leur discipline, leur endurance et leur courage. Je sais que vous êtes parmi les très bons. Vous avez marqué glorieusement votre passage dans l'Artois, à Verdun, au Chemin-des-Dames… Dans la période actuelle des travaux, vous conserverez vos qualités militaires qui vous permettront d'être toujours à la hauteur de toutes les tâches qui pourraient vous être confiées.
Tout pour la France ! Toujours !
Le régiment est presque entièrement chargé d'assurer le ravitaillement en matériel, munitions et vivres des troupes de première ligne qui s'effectue au moyen de voies de chemin de fer de 0,60 m très nombreuses dans ce secteur fameux. Pendant notre séjour le secteur reste relativement calme ; cependant certains postes comme La Chenille et Les Wacques, occupés par les 1re et 3e compagnies, sont soumis à des bombardements par obus explosifs et toxiques assez fréquents ; les travaux et les manutentions ne peuvent s'exécuter que la nuit ; nous subissons quelques pertes.
Les compagnies de mitrailleuses sont employées à la défense contre avions, dont les incursions sont fréquentes le jour comme la nuit. Elles répondent également aux tirs des Allemands par des tirs indirects sur l'arrière de leurs lignes.
Des détachements sont mis à la disposition du génie dans ses différents chantiers, notamment dans les exploitations, forestières et les scieries de Givry-en-Argonne et du Châtelier.

##### 1°Première bataille de la Marne(du 21 juin au 10 juillet 1918).
Le 21 juin, le régiment est transporté en camions-autos et va relever au nord de la Ferté-sous- Jouarre des éléments du 143e et du 144e R. I. T.
L'E.-M., la C. H. R., et le 1er bataillon sont à Dhuisy.
Le 3e bataillon à Reuil.
Les compagnies sont mises à la disposition du génie, de l'artillerie, de la prévôté et du service routier successivement sous les ordres des 167e, 164e, 73e divisions, puis de la D. I. U. S. du 1er corps américain.
En cas d'alerte, le régiment a la défense d'un secteur de la deuxième position dont le colonel Perrin prend le commandement.
Les deux premières compagnies sont installées en bivouac dans les bois de Vaurichard, Veuilly (N. de Marigny), puis aux Ablais, où, durant onze jours, elles établissent en première ligne des réseaux et organisent des tranchées sous la direction du génie ; elles y sont soumises à un bombardement presque constant et subissent quelques pertes.
La compagnie de mitrailleuses du 1er bataillon avec deux sections de mitrailleuses du 7e régiment de chasseurs organise et occupe une position à la Sablonnière (N. de Montreuil-aux-Lions).
Le 7 juillet, le régiment est relevé de ses emplacements par la 161e brigade territoriale et va cantonner à Petit-Moras – Courcelles - Reuil-en-Brie et dans les villages voisins.
Le 10 juillet, à 21 heures, il est enlevé en camions automobiles et transporté : 
E.-M. et 3e bataillon à Condé-en-Brie ; 
1er bataillon à Igny-le-Jard.
Le régiment est mis à la disposition de la 20e D. I. et reçoit pour mission d'occuper et d'organiser la deuxième position, d'Évry à Mont-Mergey concurremment avec les bataillons de tête de cette division, le P. C. du colonel devant être à Grange-Gaucher.
Répartition des unités.
Sous-secteur de gauche : 9e et 11e compagnies et C. M.2, garnison de sûreté de l'axe du ruisseau de Monthodon. 1er bataillon du 2e R. I.
Sous-secteur du centre : 3e compagnie et deux S. M. du 7e chasseurs, garnison de sûreté sur l'axe Chemin-du-Clos-Milon – Grange Gaucher. 1 bataillon du 25e R. I.
Sous-secteur de droite : 1re, 2e compagnies et C. M.1, garnison de sûreté sur l'axe du ruisseau d'Ignv-le-Jard - Comblizy. 1er bataillon du 47e R. I.
La 10e compagnie à la disposition du génie, à l'arrière.
Le 26e se met résolument au travail pour la mise en état de cette deuxième position, au sud de Dormans, position à peine ébauchée et que la ruée allemande allait atteindre alors qu'on commençait seulement à creuser les tranchées.

##### 2°Deuxième bataille de la Marne(du 15 juillet au 19 juillet 1918).
Le 15 juillet, à 0 h.30, l'attaque allemande commence brusquement par un bombardement d'une violence inouïe, par obus toxiques et explosifs de tous calibres sur les premières lignes, la deuxième position, en même temps que sur les cantonnements et toutes les voies de communications à l'arrière.
Le lieutenant-colonel Perrin est blessé par éclat d'obus à la sortie de Condé-en-Brie et contusionné par la chute de son cheval renversé sur lui. Surmontant la douleur il peut néanmoins se remettre à cheval et se rendre au P. C. de l'I. D. 20 au Moncet (N. de Breuil). Mais de là il doit être évacué. Il envoie ses ordres au capitaine Bartement son officier adjoint.
À Condé et Igny-le-Jard, grâce au sang-froid de tous, les T. R. et T. C. peuvent être attelés et sortis, sans trop de perte, des cantonnements et dirigés sur Fransauges.
Le chef de bataillon Beaucamps peut passer, à midi, le commandement de son bataillon, entièrement engagé, au capitaine Deloye et vient prendre le commandement du régiment.
Dès le début de l'attaque, sous un bombardement meurtrier, les compagnies vont occuper leurs positions de combat et s'y organisent. Toute la nuit la canonnade demeure très vive et nos pertes deviennent d'heure en heure plus sensibles.
À 7 h.30, quelques éléments de la première position, complètement submergée par l'ennemi, se replient sur la deuxième position que nous occupons. Les premières forces ennemies se présentent vers 9 heures sous forme de détachements utilisant habilement le terrain et tentant de s'infiltrer par les ravins. Vers le centre de notre secteur, occupé par la 3e compagnie, protégés par les bois qui gênent notre vue et par une artillerie couvrant le terrain d'obus fumigènes, les Allemands parviennent à aborder nos lignes : une contre-attaque dirigée par le capitaine Bert les en déloge non sans pertes pour eux.
Ces tentatives, sur le front, se poursuivent toute la journée du 15, dans la nuit du 15 au 16 et sont, toutes, repoussées par nos tirs de mitrailleuses, de fusils mitrailleurs et des feux de mousqueterie bien ajustés.
Les avions allemands survolent les lignes à une très faible hauteur, bombardant nos lignes et mitraillant nos hommes dans les tranchées sans abris.
Le 16 juillet, la canonnade qui s'était ralentie pendant la nuit reprend dans la matinée, violente et nourrie, donnant nettement l'impression d'une sérieuse préparation d'attaque ; les avions continuent à survoler nos lignes en les bombardant et les mitraillant.
Vers 17 heures, l'attaque se dessine, l'ennemi apparaît sur les hauteurs et commence à descendre les pentes, notamment vers Comblizy. Mais il ne peut progresser sous nos feux et disparaît.
Le 17 juillet, le bombardement reprend à 3 h.30 ; des éléments de troupes actives venues nous renforcer commencent à contre-attaquer. Nous appuyons leurs mouvements par des tirs directs et indirects de nos mitrailleuses. Dans l'après-midi les avions ennemis, au nombre d'une vingtaine, reparaissent sur les lignes qu'ils survolent à cent mètres à peine, mitraillant, à deux reprises, la garnison des tranchées.
18 juillet. L'artillerie ennemie exécute des tirs d'obus explosifs et toxiques sur l'ensemble de nos positions.
Dans la nuit, nos compagnies engagées sont relevées et ramenées en arrière dans le bois du Breuil.
Nos pertes s'élèvent à 153 tués, blessés ou disparus.
Le 19, nous restons au bois du Breuil ; nous y apprenons que la contre-attaque française a réussi, que les ennemis ont repassé la Marne et que nos troupes les poursuivent sur la rive Nord : c'est la deuxième victoire de la Marne qui permet toutes les espérances ! 
Du 20 juillet au 9 août, le régiment est mis à la disposition du génie et de l'artillerie successivement au sud, puis au nord de la Marne, dans la région de Dormans, pour rendre praticables à nos troupes poursuivant l'offensive, les routes et les chemins. Une compagnie aide le génie à construire une passerelle sur la Marne, d'autres sont chargés de l'assainissement du champ de bataille, enterrent les cadavres, enfouissent ou brûlent sur place les chevaux tués, d'autres récupèrent un matériel important abandonné par les Boches dans leur fuite ; la C. H. R. déblaye les rues de Dormans et remet hâtivement en état pour l'installation de l'E.-M. du 3e C. A., le château Lecomte, très abîmé (château où s'élèvera bientôt la chapelle commémorative de la deuxième victoire de la Marne).
En résumé, au cours de cette deuxième bataille mémorable de la Marne, le 26e R. I. T. s'est trouvé brusquement au contact des fantassins ennemis, il subit des bombardements violents, et durant quatre jours a joué le rôle d'une unité active.
Accablés par la fatigue, la chaleur et la soif, dans l'eau et dans la boue à la suite de l'orage qui éclata dans la nuit du 17 au 18, les territoriaux ont tenu, veillé et combattu, sans aucune défaillance, donnant à leurs jeunes camarades de l'active un beau spectacle d'abnégation et de dévouement.
Tous ont fait largement leur devoir. Leur moral s'est constamment maintenu à un niveau très élevé, et, lorsqu'ils sont sortis de la bataille, ils se sont remis avec acharnement au travail, suivant pas à pas l'offensive et oubliant vite leurs misères dans la conviction d'avoir accompli bravement leur devoir et contribué efficacement à l'arrêt de l'offensive allemande.

##### Dissolution du régiment (10 août 1918).
En exécution d'une note du Général en chef en date du 12 juillet 1918, les régiments territoriaux, réserve d'infanterie sont supprimés. Le lieutenant-colonel Perrin rejoint le régiment à Dormans pour lui adresser ses adieux et saluer une dernière fois son drapeau.
Le régiment est embarqué en autos et gagne des cantonnements de repos à Villiers-sur-Morin ou va s'effectuer la dissolution du régiment.
Le 22 juillet 1918, le général Lebrun commandant le IIIe C. A. annonce la dissolution du 26e R. I. T. pour le 10 août 1918 et la constitution de deux bataillons de pionniers et d'un bataillon de mitrailleuses, réserve de feux du corps d'armée.
Le 1er bataillon de pionniers est formé des 1re, 2e et 3e compagnies du 26e R. I. T.
Le 2e bataillon de pionniers est formé des 9e, 10e et 11e compagnies du 26e R. I. T.
Le bataillon de mitrailleuses est formé des deux compagnies de mitrailleuses du régiment.
La compagnie H. R. est dissoute et versée dans les différentes compagnies de pionniers et certains services du 3e Corps d'armée, le matériel en excédent est versé dans les dépôts de la région. Le drapeau du régiment et les archives sont transportés à Mayenne par le lieutenant Communaux.
Nous ne pouvons mieux terminer ce trop court résumé de l'histoire du 26e qu'en recopiant ici les deux ordres du jour par lesquels le général Lebrun, commandant le 3e C. A., et le lieutenant-colonel Perrin, nous ont adressé leurs adieux :
6 août. Ordre général no 273.
Au moment où le 26e R. I. T. va être dissous, le général commandant le C. A. tient à exprimer toute sa satisfaction à ce beau régiment et à le remercier des excellents services qu'il n'a cessé de rendre au 3e C. A. 
Pendant les trois années où il a été rattaché au C. A., le 26e R. I. T. a toujours fait preuve du meilleur esprit et d'un dévouement absolu ; il a fourni, avec un entrain inlassable, de très gros efforts pendant l'offensive de 1915, en Artois, où sa brillante attitude lui a valu une citation à l'ordre du C. A., à Verdun en 1916, au Chemin-des-Dames en 1917. 
Le général commandant le C. A. est convaincu que les bataillons de pionniers et le bataillon de mitrailleuses du 26e R. I. T. continueront à mériter les mêmes éloges. 
Il adresse au commandant du 26e R. I. T. et à ses collaborateurs qui quittent le C. A. tous ses regrets de les voir partir et ses félicitations pour leur zèle et leur dévouement.
Le général commandant le 3e C. A. (Signé :) Lebrun.
9 août 1918. Ordre du régiment no 412.
Officiers, sous-officiers, caporaux et soldats du 26e R. I. T. 
Je vous fais mes adieux. 
Je garde le souvenir de votre courage et de votre vaillance. 
Vous avez terminé l'histoire du régiment par une page magnifique de bataille et de gloire, en inscrivant dans les plis de votre drapeau déjà si glorieux les noms de la Chapelle-Monthodon et d'Igny-le-Jard. 
 À votre retour au foyer familial, après la grande et belle victoire finale qui vient vers nous à tire d'ailes, lorsque vous apprendrez à vos enfants ce qu'est la bravoure, vous pourrez leur dire : J'étais là, et devant moi le Boche a mordu la poussière. 
Vous, du moins, vous continuez à porter le numéro du 26e. 
Vous vous souviendrez que le passé oblige, et vous serez toujours dignes de vous. 
Vous resterez fidèles à votre devise :
Tout pour la France ! Toujours !
Aux armées, le 9 août 1918. (Signé :) Perrin.

## Drapeau
Il porte, cousues en lettres d'or dans ses plis, les inscriptions suivantes :
- Reims 1918.

## Citations du26eRIT
Le général Châtelain, commandant la 84e D. I., est heureux de féliciter le 26e R. I. T. Parti le 3 octobre à l'attaque de Courcelles-le-Comte, le 26e s'est approché de ce village et s'est maintenu jusqu'à la nuit sur sa position, malgré des pertes sensibles causées par un feu violent d'artillerie ennemie. Il ne s'est retiré que sur l'ordre formel qui lui a été donné. Cet ordre était nécessité par la position en flèche de la D. I. Ce régiment a répondu ainsi à l'appel que son chef lui adressait pour sa prise de commandement.
Le général commandant la 84e D. I.
(Signé :) Châtelain.
Ordre Général du 3e C. A. no 67
Le général commandant le 3e C. A. cite à l'ordre du C. A. 
le 26e R. I. T. Sous les ordres du chef de bataillon Laulhier, commandant le régiment, a assuré, pendant une période de combats de plus de 10 jours, la réfection des routes et pistes du terrain des attaques, ainsi que l'exécution des ravitaillements jusque sur les positions les plus avancées, fournissant jour et nuit, au milieu des difficultés de toute nature et sans souci du bombardement, un effort considérable, avec le plus absolu dévouement.
Le 12 octobre 1915.
Le général commandant le 3e C. A., (Signé :) Hache.
En novembre, par ordre général no 103, le général commandant la 5e D. I. cite à l'ordre de la division :
Les 4e, 9e et 10e compagnies du 26e R. I. T., commandées par les lieutenants Coulon, d'Argouges et le capitaine Cornabat.
Chargées d'assurer pendant les divers combats le ravitaillement d'une D. I., ont fait preuve dans l'exécution de ce service du plus bel esprit de devoir, marchant sans relâche nuit et jour sous un violent bombardement.
Le 2 novembre 1915.
Le général commandant la 5e D. I., (Signé:) Mangin.